# إمبريليس
إمبريليس هو مبيد أعشاب انتقائي تم إنشاؤه بواسطة دو بونت (بالإنجليزية: DuPont)‏. العنصر النشط هو «aminocyclopyrachlor»، وهو أوكسين اصطناعي.

## الوصف والمخاطِر
إمبريليس هو مبيد أعشاب انتقائي تم إنشاؤه بواسطة دو بونت. العنصر النشط هو «aminocyclopyrachlor»، وهو أوكسين اصطناعي. تم تسجيل إمبريليس لدى وكالة حماية البيئة الأمريكية، للبيع في أكتوبر 2010. تم تعليق بيع المطبعات طواعية، قبل أسبوع من توقف المبيعات المطلوبة لوكالة حماية البيئة. اعترفت شركة دوبونت بأنها كانت تقتل أو تلحق الضرر بأشجار دائمة الخضرة، بما في ذلك الصنوبر الأبيض والتنوب الشوحي. يُزعم أن شركة دو بونت كانت تعلم أن إمبريليس سيضر دائم الخضرة قبل الحصول على موافقة وكالة حماية البيئة.
عرضت شركة دو بونت تعويض العملاء الذين تأثرت أشجارهم. طلبوا تقديم مطالبة، وقالوا إنهم سيرسلون اتفاقية تسوية مطالبة، والتي ستحدد المبلغ الذي ستدفعه شركة دو بونت لتسوية المطالبة. بحلول أواخر مايو 2012، نهاية موسم الزراعة، لم يسمع العديد من مالكي الأشجار عن شركة دو بونت. لم يتم الدفع لمالكي الأشجار الآخرين الذين قبلوا اتفاقيات الدفع مع شركة دو بونت. رفع عدة مئات من مالكي الأشجار دعاوى قضائية مع شركة دو بونت. اعتبارًا من مايو 2012، إنهم يسعون إلى وضع دعوى جماعية.

## روابط خارجية
- موقع دو بونت إمبريليس
- موقع وكالة حماية البيئة إمبريليس